# Josep Maria Despujol i Dusay
Josep Maria Despujol i Dusay (1812 – 1880) fou un aristòcrata i polític català, comte de Fonollar, diputat a les Corts Espanyoles durant el regnat d'Isabel II i durant la restauració borbònica.

## Biografia
Fill d'una família de propietaris agraris, era el quart fill del marquès de la Palmerola i germà d'Ignasi Maria Despujol i Dusay. Durant el regnat d'Isabel II d'Espanya simpatitzà amb el Partit Moderat, amb el que fou diputat per Vic a les Corts Espanyoles de 1857. Durant el sexenni democràtic es va mostrar partidari de la restauració borbònica en la persona d'Alfons XII. Formà part de la Lliga d'Ordre Social i formà part del comitè de recepció d'Alfons XII a Barcelona el 1875. Fou nomenat tinent d'alcalde de l'ajuntament de Barcelona el 1875 i fou elegit diputat del Partit Conservador pel districte de Tortosa a les eleccions generals espanyoles de 1879. Va ser molt poc actiu, ja que va morir al poc de començar la legislatura. Fou comptador (1875) i vocal (1876) de l'Ateneu Barcelonès, fou un dels fundadors el 1876 de la Unió Barcelonesa de les Classes Productores i va traduir al castellà L'Atlàntida de Jacint Verdaguer.